# Боян Папазов
Боян Бранимиров Папазов е български драматург, сценарист и режисьор.

## Биография
Роден е в София на 2 декември 1943 г. Завършва гимназия с преподаване на английски език (1958 – 1963), а след това кинодраматургия в Държавния институт по кинематография (1965 – 1969) и Висшите режисьорски курсове в Москва (1969 – 1971). Става редактор във филмови студия „Бояна“ (1971 – 1982), след това е преподавател във ВИТИЗ (1978 – 1982) и драматург в Театър „Българска армия“ (от юни 2004).
Народен представител е в VII велико народно събрание (юли 1990 – октомври 1991). Културен аташе в САЩ (1993 – 1996).
Продуцент и режисьор във филмова къща „Конкордия“ (1996 – 2004).
Автор е на много пиеси, сред които „Да отвориш рана“, „Надежда сляпата“, „Изнеси ме на Горната земя“, „Магия `82“, „Главанаци“, „Муа у тупан“, „Рицар на Светия Дух“, „Хора под наблюдение“, „Бая си на бълхите“, „Продавате ли демони?“, „Бяс“.
Известен е със сценариите на игралните филми „Всичко е любов“ и „Една жена на 33“. Режисьор е на 10 документални филма.
Член е на Сдружение на български писатели.

## Награди
- Пиесата „Бая си на бълхите“ е наградена с „Икар“ от Съюза на артистите в България за най-добра пиеса през 2001, а „Продавате ли демони?“ е отличена с първия „Аскеер“ за драматургия през 2005.[1]
- Специална награда на варненския фестивал „Любовта е лудост“ за филма „Моето мъничко нищо“ (2007).
- Голямата награда на националния конкурс за нова българска драматургия на името на Иван Радоев в Плевен за пиесата „Рицар на Светия Дух“ (2007).[3]
- Голямата награда на 7-ия национален конкурс за нова българска драматургия на името на Иван Радоев в Плевен за пиесата „Бясна, кривогледа и лакома“ (2013).[4]
- Голямата награда на 9-ия национален конкурс за нова българска драматургия на името на Иван Радоев в Плевен за пиесата „Поклон доземи“ (2017).[5]

## Филмография
Като режисьор
- Това име го забравете (2017)
- Дядо Исмаил гледа (2001)
- Малки етноигри (2001)
- Къде душите си почиват (1999)
- Симон, Аврам и Йосиф (1994)
- Врабчетата на човешкия род (1993)
- Бялото братство: възраждане (1990)
- Никой човек не е остров (1985)
- Тишина (1982)
- Ученик - последна година (1981)
- Лекарят от село Безводно (1971)

Като сценарист
- Моето мъничко нищо (2007)
- Дядо Исмаил гледа (2001)
- Малки етноигри (2001)
- Симон, Аврам и Йосиф (1994)
- Врабчетата на човешкия род (1993)
- Бялото братство: възраждане (1990)
- Жесток и невинен (1990)
- Никой човек не е остров (1985)
- Тетевенска 24 (1984)
- Една жена на 33 (1982)
- Тишина (1982)
- Дом за нежни души (1981)
- Летало (1980)
- Ученик – последна година (1981)
- Всичко е любов (1979)
- Силна вода (1975)
- Мъже без работа (1973)
- Лекарят от село Безводно (1971)